# Championnat d'Europe de courses de camions 2007
Pour les articles homonymes, voir CECC.
Navigation
2006 2008
Le championnat européen de course de camions 2007 est la 23e édition du championnat d'Europe de courses de camions. Il comporte neuf Grands Prix, commence le 1er avril 2007 à Barcelone sur le Circuit de Catalogne en Espagne et s'achève le 7 octobre 2007 à Jarama en Espagne.

## Grand Prix de la saison 2007
| N° | Date          | Grand Prix                | Circuit          | Vainqueur Course 1 | Vainqueur Course 2 | Vainqueur Course 3 | Vainqueur Course 4 | Pole Position Course 1 | Pole Position Course 3 |
| -- | ------------- | ------------------------- | ---------------- | ------------------ | ------------------ | ------------------ | ------------------ | ---------------------- | ---------------------- |
| 1  | 31.03 – 11.04 | Grand Prix de Barcelone   | Barcelone        | Markus Bösiger     | Markus Bösiger     | Markus Bösiger     | David Vršecký      | Markus Bösiger         | Markus Bösiger         |
| 2  | 19.05 – 20.05 | Grand Prix de Belgique    | Zolder           | Markus Bösiger     | Markus Bösiger     | Markus Bösiger     | Markus Bösiger     | Jochen Hahn            | Markus Bösiger         |
| 3  | 02.06 – 03.06 | Grand Prix d'Albacete     | Albacete         | Antonio Albacete   | Antonio Albacete   | Markus Bösiger     | David Vršecký      | Antonio Albacete       | Jochen Hahn            |
| 4  | 23.06 – 24.06 | Grand Prix de Nogaro      | Nogaro           | Markus Bösiger     | Markus Bösiger     | Antonio Albacete   | Antonio Albacete   | David Vršecký          | Antonio Albacete       |
| 5  | 07.07 – 08.07 | Grand Prix du Nürburgring | Nürburg          | Markus Bösiger     | Markus Bösiger     | Markus Bösiger     | David Vršecký      | Markus Bösiger         | Markus Bösiger         |
| 6  | 25.08 – 26.08 | Grand Prix de Most        | Most             | David Vršecký      | Antonio Albacete   | Gerd Körber        | Chris Levett       | Antonio Albacete       | Antonio Albacete       |
| 7  | 08.09 – 09.09 | Grand Prix du Mans        | Le Mans          | Antonio Albacete   | Markus Bösiger     | David Vršecký      | David Vršecký      | Antonio Albacete       | David Vršecký          |
| 8  | 22.09 – 23.09 | Grand Prix de Misano      | Misano Adriatico | Markus Bösiger     | Markus Bösiger     | Antonio Albacete   | David Vršecký      | Markus Bösiger         | David Vršecký          |
| 9  | 06.10 – 07.10 | Grand Prix de Jarama      | Jarama           | Antonio Albacete   | Antonio Albacete   | Jochen Hahn        | Jochen Hahn        | David Vršecký          | Markus Bösiger         |